# Cochlearia aragonensis
Cochlearia aragonensis är en korsblommig växtart som beskrevs av H.J.Coste och Soulié. Cochlearia aragonensis ingår i släktet skörbjuggsörter, och familjen korsblommiga växter.

## Underarter
Arten delas in i följande underarter:
- C. a. aragonensis
- C. a. navarrana